# Bâlca
Bâlca – wieś w Rumunii, w okręgu Bacău, w gminie Coțofănești. W 2011 roku liczyła 798 mieszkańców.